# 大五ホールディングス
大五ホールディングス株式会社（だいごホールディングス）は、静岡県浜松市中央区に本社を置く、日本の物流会社。子会社として、大五運送株式会社と大五ロジスティクス株式会社の2社を運営している。キャッチフレーズは「荷物の事ならおまかせを」。

## 概要
1953年に静岡県浜松市に個人商店として丸五舞阪運送店を創業し、1970年に大五運送株式会社を設立、2018年には大五ロジスティクス株式会社が設立された事に依り2社体制となり、現在の社名に名称変更している。
「総合物流企業」を標榜しており、トラック輸送・倉庫管理・物流加工・3PLを軸として、保管機能を提供する倉庫保管業務から顧客の事務効率化も含めた出荷代行、加工業務・パッケージ業務への対応から、工場の設備移転等の重量運搬及び設備、更には産業廃棄物処理迄、物流に関わる幅広い領域をフォロー、浜松市や周辺地域のみならず日本国内の幅広い地域にネットワークを拡大、多数の大手企業との取引も展開している。

## 特色
経営理念として、「心・技・体」を掲げている。「心」は「感謝の心、譲る心、優しい心、安心」、「技」は「事故を起こさないプロとしての自覚、操作技術、提案力」、「体」は「健康第一、健康である事が全てに通ずる」を意味するそれぞれの由来が込められている。
マスコットキャラクターである「ヤタガラス」は、2000年から使用されており、「急速に変化を続ける時代の先導者である」事の願いが込められている。同社のトラック等にもヤタガラスのロゴがあしらわれている。
CSR活動の一環として、交通事故防止等の願いを込めて「安全五訓」が2015年から使われている。
2021年より、ジュビロ磐田のオフィシャルスポンサーとなっている。磐田市のヤマハスタジアムにも当社の看板が設置されている。
大五ロジスティクス株式会社は、宮城県黒川郡大衡村と愛知県豊橋市に物流センターを設置しており、大手自動車部品メーカーで製造されたハイブリッドカーのバッテリーの専属的な物流センターとなっており、保管・入出庫・梱包のみならずリサイクル業務も行っている。

## 沿革
- 1953年 - 静岡県浜松市馬郡町に丸五舞阪運送店を創業。
- 1965年 - 法人移行して丸五運送合資会社を設立。
- 1970年 - 大五運送株式会社を設立。
- 1991年 - 現在地に本社移転。
- 2000年 - ロゴマーク及びキャラクターにヤタガラスを起用。
- 2009年 - 宮城県黒川郡大衡村に宮城物流センターを開設。
- 2010年 - 愛知県豊橋市に一里山東愛知物流センターを開設。
- 2018年 - 大五ロジスティクス株式会社を設立、大五運送株式会社と大五ロジスティクス株式会社の2社体制となり、大五ホールディングス株式会社に社名変更。
- 2019年 - 浜松市北区（現：中央区）に東三方物流センターを開設。

## 事業所

### 大五運送株式会社
- 本社（静岡県浜松市中央区）
- 東三方物流センター（静岡県浜松市中央区）

### 大五ロジスティクス株式会社
- 宮城物流センター（宮城県黒川郡大衡村）
- 一里山東愛知物流センター（愛知県豊橋市）